# Esclerosis de Monckeberg
La esclerosis de Mönckeberg es una forma de arteriosclerosis o endurecimiento arterial causado por depósitos de calcio en la capa intermedia de las paredes de vasos sanguíneos de mediano tamaño. Es la forma menos relevante de arteriosclerosis. Recibe el epónimo de Johann Georg Mönckeberg.

## Cuadro clínico
La esclerosis de Mönckeberg es un trastorno relativamente frecuente y ocurre independiente de la formación de aterosclerosis. Ocurre con mayor frecuencia en personas mayores de 50 años de edad y en pacientes con diabetes mellitus. En casos muy avanzados, la calcificación de la arteria puede volver al vaso rígido, haciendo que pierda su distensibilidad. Puede aparecer como vasos sanguíneos opacos en una radiografía rutinaria de buena proyección. En las láminas histológicas suele verse como material violeta rodeando la capa media del vaso afectado.